# Халајн
Халајн град је у Аустрији, смештен у западном делу државе. Халајн је po величини друго насеље у покрајини Салцбург, Салцбурга. Град је средиште истоименог округа Халајн.

## Природне одлике
Халајн се налази у западном делу Аустрије, на самој граници са Немачком. Град се налази у долини реке Салцах, 15 км јужно од Салцбурга. Источно и западно од града се издижу Алпи.

## Становништво
| 1981.  | 1991.  | 2001.  | 2011.  |
| ------ | ------ | ------ | ------ |
| 15.377 | 17.271 | 18.399 | 19.974 |

По процени из 2016. у граду је живело 21043 становника. Пре једног века град је имао много мање становника. 

## Градске знаменитости
Најзначајније знаменитости овог живописног градића су кућа-музеј у којој је живео и радио композитор Франц Грубер, творац најпознатије Божићне песме Тиха Ноћ, и Келтски музеј.